# Mèo cắn
Mèo cắn hay còn gọi thông tục là mèo cào là vết thương của con người, những con mèo khác và những động vật khác gây ra do con mèo nhà. (Tiếng Latinh: Felis catus) Mặc dù không phổ biến, đôi khi mèo cắn có thể dẫn đến các biến chứng và rất hiếm khi tử vong.

## Điều trị
Bước đầu tiên trong điều trị bao gồm rửa sạch vết thương do mèo cắn.
 Thường chỉ định tiêm phòng uốn ván. Nếu một con mèo đã cắn một con mèo hoặc động vật khác và có vẻ bị bệnh, con mèo sẽ được được xem xét và đánh giá và điều trị có thể từ bác sĩ thú y. Nếu vết thương có nguy cơ bị nhiễm trùng thấp, đôi khi chỉ được khâu vết thương.
Người bị mèo cắn mà con mèo mắc bệnh dại sẽ cần được điều trị chuyên khoa. Có thể ngăn ngừa nhiễm trùng do mèo cắn bằng cách rửa ngay vết thương bằng xà phòng và nước ấm. Tìm kiếm sự chăm sóc y tế nếu: nếu con mèo chưa được tiêm phòng bệnh dại. Một mũi tiêm uốn ván được tiêm cho người đó nếu đã hơn năm năm kể từ lần tiêm uốn ván cuối cùng của họ. Nếu một con mèo đã cắn ai đó, và không có bằng chứng nào cho thấy con mèo đã được tiêm phòng bệnh dại, người đó sẽ được điều trị nhiễm bệnh dại.

## Hội chứng trầm cảm
Một nghiên cứu năm 2009 sử dụng một công cụ phân tích trên hồ sơ y tế đã tìm thấy mối liên hệ giữa "mèo cắn" và "trầm cảm". Một nghiên cứu tiếp theo lớn hơn nhiều vào năm 2013 đã sử dụng một bộ dữ liệu chứa 41,2 triệu phân loại từ 1,6 triệu bệnh nhân để tìm hiểu sâu hơn về sự liên đới. Các nhà nghiên cứu phát hiện ra rằng trong số những bệnh nhân bị mèo cắn, tỷ lệ trầm cảm là 41,3%, cao hơn nhiều so với tỷ lệ trầm cảm chung của dân số (8,8%). Hơn ba phần tư (85,5%) trong số 310 bệnh nhân bị trầm cảm và bị mèo cắn là phụ nữ, có nghĩa là nếu một phụ nữ bị mèo cắn, có 47% khả năng cô sẽ được chẩn đoán mắc bệnh trầm cảm trong đời.